# Osteuropastudien
Mit Osteuropastudien wird eine Reihe von Studiengängen an verschiedenen Universitäten im deutschsprachigen Raum bezeichnet, die sich mit Ländern und Kulturen in Mittel- und Osteuropa auseinandersetzen. Die Studiengänge sind zumeist interdisziplinär angelegt. Der interdisziplinäre Zugang soll es den Studierenden ermöglichen, die Länder und Kulturen Mittel- und Osteuropas aus möglichst unterschiedlichen Perspektiven kennenzulernen.
Die traditionellen Osteuropawissenschaften, vor allen Dingen die Slavistik und die Osteuropäische Geschichte, bilden in der Regel die Kerndisziplinen dieser Studiengänge. Ergänzt werden sie je nach Universität beispielsweise durch Interkulturelle Kommunikation, Ethnologie, Politikwissenschaften, Jura oder Volkswirtschaftslehre.
Obwohl sich Osteuropastudien auf den gesamten mittel- und osteuropäischen Raum beziehen, lässt sich de facto eine Konzentration auf slawische Länder und Kulturen feststellen. Das Baltikum oder auch Ungarn werden in den Osteuropastudien in der Regel nur am Rande berührt.
Die einzelnen Osteuropastudiengänge unterscheiden sich zum Teil erheblich voneinander, so z. B. im jeweils gebotenen Grad an Interdisziplinarität, den möglichen Fächerkombinationen, der Verpflichtung zum Auslandsstudium bzw. zu Auslandspraktika, den jeweiligen länderspezifischen Schwerpunktsetzungen sowie in allgemeinen Fragen der Organisation des Studienablaufs.
Osteuropastudien werden mittlerweile sowohl als Bachelor- als auch als Masterstudiengänge angeboten.

## Geschichte
Die Osteuropastudien sind durchweg relativ junge Studiengänge. Zur geschichtlichen Entwicklung der wissenschaftlichen Beschäftigung mit Osteuropa im deutschsprachigen Raum sei deshalb auf die Wikipediaartikel zu den beiden traditionellen osteuropawissenschaftlichen Disziplinen, zur Slavistik und zur Osteuropäischen Geschichte verwiesen.

## Studiengänge
Im Folgenden werden die derzeit im deutschsprachigen Raum angebotenen Möglichkeiten zum Studium der Osteuropastudien zusammengestellt.

### Bachelor
- Bachelor an der Universität Münster

- Bachelor an der Universität Heidelberg

- Bachelor an der Universität Regensburg

- Bachelor an der Universität Basel

- Bachelor an der Universität Zürich

- Bachelor (Nebenfach) an der Universität Hamburg[1]

- Bachelor (Nebenfach) an der Universität Bonn

- Bachelor in Bern und Fribourg[2]

### Master
- Master an der Universität Heidelberg[3]
- Master an der Andrássy Universität Budapest[4]
- Master an der Universität Hamburg[5]
- Master an der Universität Passau

- Master an der Ludwig-Maximilians-Universität München und der Universität Regensburg[6]

- Master an der Universität Konstanz

- Master an der FU Berlin[7]

- Master an der Universität Bern[8]
- Master an der Universität Wien[9]

- Kooperationsmaster der Universitäten Freiburg (Deutschland) und RGGU (Russland)

### Magister Artium
- Magister Artium an der Universität München